# Massen-Niederlausitz
Massen-Niederlausitz (em baixo sorábio: Mašow) é um município da Alemanha, situado no distrito de Elbe-Elster, no estado de Brandemburgo. Tem 75,63 km² de área, e sua população em 2019 foi estimada em 1.866 habitantes.